# Valeri Qazaishvili
Valeri Qazaishvili (en géorgien : ვალერი ყაზაიშვილი), né le 29 janvier 1993 à Ozourguéti en Géorgie, est un footballeur international géorgien, qui joue au poste de milieu offensif au Shandong Taishan.

## Biographie

### Carrière en club

#### Les débuts
Valeri commence sa carrière de footballeur au Saburtalo Tbilissi. Puis, il fait ses débuts professionnels avec le Metalurgi Rustavi. Le 9 août 2011, il rejoint le Vitesse Arnhem évoluant en Eredivisie. Après avoir impressionné avec l'équipe junior du Vitesse, Il fait ses débuts en Eredivisie le 27 novembre 2011, lors d'un match nul et vierge contre le FC Twente. Il commence la rencontre comme titulaire, et sort du terrain à la 65e minute de jeu, en étant remplacé par Giorgi Chanturia. Une semaine plus tard, il marque son premier but en Eredivisie lors d'une victoire de 4-0 contre le RKC Waalwijk. 

#### Prêt au Legia Varsovie
Le 31 août 2016, il est prêté au Legia Varsovie pour une saison. Le 14 septembre, il fait ses débuts avec le Legia lors d'une défaite 6-0 contre le Borussia Dortmund lors de la première journée de la Ligue des champions. Le 1er octobre, il fait ses débuts en Ekstraklasa lors d'une victoire 3-0 contre le Lechia Gdańsk. Il entre à la 76e minute de la rencontre, à la place de Guilherme. Le 14 mai 2017, il marque son seul but de la saison lors d'une victoire 6-0 contre le Bruk-Bet Termalica Nieciecza.

#### Nouvelle expérience en MLS
Il poursuit sa carrière en Amérique du Nord lorsqu'il rejoint les Earthquakes de San José en Major League Soccer le 22 juin 2017, en tant que joueur désigné. Il est présenté officiellement le 10 juillet par le directeur général Jesse Fioranelli à la mi-temps du quarts de finale de l'US Open Cup contre le Galaxy de Los Angeles. Quatre jours plus tard, il fait ses débuts lors d'un match amical, contre l'Eintracht Francfort, lors d'une défaite 4-1. Puis, le 19 juillet, il fait ses débuts en MLS face aux Red Bulls de New York, lors d'une défaite 5-1. Il entre à la 46e minute de la rencontre, à la place de Danny Hoesen, et à la 88e minute il inscrit son premier but en MLS.

#### Départ chez le champion asiatique
En février 2021, alors que son contrat avec les Earthquakes n'a pas été renouvelé à l'automne précédent, il rejoint la formation sud-coréenne du Ulsan Hyundai qui vient de remporter la Ligue des champions de l'AFC 2020 quelques semaines plus tôt.

### Carrière internationale
Valeri Qazaishvili est convoqué pour la première fois en équipe de Géorgie par le sélectionneur national Temuri Ketsbaia, pour un match amical contre la Liechtenstein le 5 mars 2014. Il entre à la 46e minute de la rencontre, à la place d'Avtandil Ebralidze. Le match se solde par une victoire 2-0 des Géorgiens.
Par la suite, le 25 mars 2015, il inscrit son premier but en sélection contre Malte, lors d'un match amical. Le match se solde par une victoire 2-0 des Géorgiens.

## Palmarès
- Avec le  Metalurgi Rustavi :
  - Champion de Géorgie en 2010
  - Vainqueur de la Supercoupe de Géorgie en 2010

- Avec le  Legia Varsovie :
  - Champion de Pologne en 2017

## Statistiques

### Générales
| Saison                | Club                     | Championnat           | Championnat | Championnat | Championnat | Coupe(s) nationale(s) | Coupe(s) nationale(s) | Coupe(s) nationale(s) | Supercoupe | Supercoupe | Supercoupe | Compétition(s) continentale(s) | Compétition(s) continentale(s) | Compétition(s) continentale(s) | Compétition(s) continentale(s) | Séries | Séries | Séries | Géorgie | Géorgie | Géorgie | Total | Total | Total |
| Saison                | Club                     | Division              | M.          | B.          | P.d.        | M.                    | B.                    | P.d.                  | M.         | B.         | P.d.       | Comp.                          | M.                             | B.                             | P.d.                           | M.     | B.     | P.d.   | M.      | B.      | P.d.    | M.    | B.    | P.d.  |
| 2009-2010             | Metalurgi Rustavi (prêt) | Umaglesi Liga         | 2           | 0           | 0           | -                     | -                     | -                     | -          | -          | -          | -                              | -                              | -                              | -                              | -      | -      | -      | -       | -       | -       | 2     | 0     | 0     |
| 2010-2011             | Metalurgi Rustavi (prêt) | Umaglesi Liga         | 7           | 1           | 0           | 1                     | 0                     | 0                     | 1          | 0          | 0          | -                              | -                              | -                              | -                              | -      | -      | -      | -       | -       | -       | 9     | 1     | 0     |
| 2011-2012             | Vitesse Arnhem           | Eredivisie            | 4           | 1           | 0           | -                     | -                     | -                     | -          | -          | -          | -                              | -                              | -                              | -                              | 0      | 0      | 0      | -       | -       | -       | 4     | 1     | 0     |
| 2012-2013             | Vitesse Arnhem           | Eredivisie            | 5           | 0           | 0           | 1                     | 0                     | 0                     | -          | -          | -          | C3                             | 0                              | 0                              | 0                              | -      | -      | -      | -       | -       | -       | 6     | 0     | 0     |
| 2013-2014             | Vitesse Arnhem           | Eredivisie            | 27          | 4           | 2           | 3                     | 0                     | 1                     | -          | -          | -          | C3                             | 2                              | 0                              | 0                              | 1      | 0      | 0      | 3       | 0       | 0       | 36    | 4     | 3     |
| 2014-2015             | Vitesse Arnhem           | Eredivisie            | 37          | 11          | 5           | 3                     | 1                     | 0                     | -          | -          | -          | -                              | -                              | -                              | 0                              | 4      | 2      | 2      | 4       | 1       | 0       | 48    | 15    | 7     |
| 2015-2016             | Vitesse Arnhem           | Eredivisie            | 33          | 10          | 3           | 1                     | 0                     | 0                     | -          | -          | -          | C3                             | 2                              | 0                              | 0                              | -      | -      | -      | 10      | 2       | 0       | 46    | 12    | 3     |
| 2016-2017             | Vitesse Arnhem           | Eredivisie            | 3           | 1           | 0           | -                     | -                     | -                     | -          | -          | -          | -                              | -                              | -                              | -                              | -      | -      | -      | -       | -       | -       | 3     | 1     | 0     |
| 2016-2017             | Legia Varsovie (prêt)    | Ekstraklasa           | 12          | 1           | 2           | -                     | -                     | -                     | -          | -          | -          | C1+C3                          | 2+2                            | 0                              | 0                              | -      | -      | -      | 8       | 2       | 1       | 24    | 3     | 3     |
| 2017                  | Earthquakes de San José  | MLS                   | 13          | 5           | 1           | 1                     | 0                     | 1                     | -          | -          | -          | -                              | -                              | -                              | -                              | 1      | 0      | 0      | 6       | 1       | 0       | 21    | 6     | 2     |
| 2018                  | Earthquakes de San José  | MLS                   | 33          | 10          | 5           | 0                     | 0                     | 0                     | -          | -          | -          | -                              | -                              | -                              | -                              | -      | -      | -      | 8       | 4       | 2       | 41    | 14    | 7     |
| 2019                  | Earthquakes de San José  | MLS                   | 32          | 8           | 5           | 2                     | 3                     | 0                     | -          | -          | -          | -                              | -                              | -                              | -                              | -      | -      | -      | 8       | 0       | 1       | 42    | 11    | 6     |
| 2020                  | Earthquakes de San José  | MLS                   | 17          | 4           | 2           | -                     | -                     | -                     | -          | -          | -          | -                              | -                              | -                              | -                              | -      | -      | -      | 0       | 0       | 0       | 17    | 4     | 2     |
| 2021                  | Ulsan Hyundai            | K League 1            | 0           | 0           | 0           | 0                     | 0                     | 0                     | -          | -          | -          | AFC                            | 0                              | 0                              | 0                              | -      | -      | -      | 0       | 0       | 0       | 0     | 0     | 0     |
| Total sur la carrière | Total sur la carrière    | Total sur la carrière | 225         | 56          | 25          | 12                    | 4                     | 2                     | 1          | 0          | 0          | -                              | 8                              | 0                              | 0                              | 6      | 2      | 2      | 47      | 10      | 4       | 299   | 72    | 33    |

### Buts en sélection
Le tableau suivant liste les résultats de tous les buts inscrits par Valeri Qazaishvili avec l'équipe de Géorgie.